# Shigefumi Hino
Shigefumi Hino est un designer et réalisateur de jeux vidéo au sein de la compagnie Nintendo. Il est particulièrement connu pour avoir créé le personnage de Yoshi de la franchise Mario. Il est également le réalisateur de la série Pikmin avec Masamichi Abe.

## Jeux
| Date | Nom du jeu                          | Fonction occupée        |
| ---- | ----------------------------------- | ----------------------- |
| 1990 | Super Mario World                   | Réalisateur             |
| 1995 | Super Mario World 2: Yoshi's Island | Réalisateur             |
| 1995 | Tetris Attack                       | Design Adviser          |
| 1996 | Mario Kart 64                       | C.G. Character Designer |
| 1997 | Yoshi's Story                       | Main CG Designer        |
| 1998 | Mario Party                         | Graphic Support         |
| 2001 | Pikmin                              | Réalisateur             |
| 2004 | Pikmin 2                            | Directeur               |
| 2006 | New Super Mario Bros.               | Demo Scene Director     |
| 2007 | Big Brain Academy : Wii Degree      | Sous-directeur          |
| 2009 | New Super Mario Bros. Wii           | Planificateur           |
| 2013 | Pikmin 3                            | Directeur               |
| 2015 | Super Mario Maker                   | Planificateur           |